# Меркюэ
Меркюэ́ (фр. и окс. Mercuer) — коммуна во Франции, находится в регионе Рона — Альпы. Департамент коммуны — Ардеш. Входит в состав кантона Обена. Округ коммуны — Ларжантьер.
Код INSEE коммуны — 07155.

## Население
Население коммуны на 2008 год составляло 1186 человек.
| 1962 | 1968 | 1975 | 1982 | 1990 | 1999 | 2008 |
| ---- | ---- | ---- | ---- | ---- | ---- | ---- |
| 383  | 432  | 564  | 695  | 938  | 1010 | 1186 |

## Экономика
В 2007 году среди 741 человека в трудоспособном возрасте (15—64 лет) 529 были экономически активными, 212 — неактивными (показатель активности — 71,4 %, в 1999 году было 71,8 %). Из 529 активных работали 498 человек (258 мужчин и 240 женщин), безработных было 31 (13 мужчин и 18 женщин). Среди 212 неактивных 63 человека были учениками или студентами, 92 — пенсионерами, 57 были неактивными по другим причинам.